# Aproximación sigma

Animación de la síntesis aditiva de una onda cuadrada con un número creciente de armónicos mediante la aproximación σ

En matemáticas, la aproximación sigma (también escrita como aproximación σ) permite ajustar una serie de Fourier para reducir en gran medida el fenómeno de Gibbs, que de otro modo se produciría en las discontinuidades de salto.
Una suma de Fourier mediante aproximación σ para una serie de período T se puede escribir de la siguiente manera:
{\displaystyle s(\theta )={\frac {1}{2}}a_{0}+\sum _{k=1}^{m-1}\operatorname {sinc} {\frac {k}{m}}\cdot \left[a_{k}\cos \left({\frac {2\pi k}{T}}\theta \right)+b_{k}\sin \left({\frac {2\pi k}{T}}\theta \right)\right],}
donde el seno cardinal normalizado tiene la forma
{\displaystyle \operatorname {sinc} x={\frac {\sin \pi x}{\pi x}}.}
El término
{\displaystyle \operatorname {sinc} {\frac {k}{m}}}
es el factor σ de Lanczos, que es responsable de eliminar la mayor parte del fenómeno de Gibbs. Sin embargo, no lo hace del todo, pero se puede elevar al cuadrado o incluso al cubo la expresión para atenuar en la serie el fenómeno de Gibbs en los casos más extremos.